# 黑鰭胸棘鯛
黑鰭胸棘鯛，是輻鰭魚綱金眼鯛目燧鯛亞目燧鯛科的其中一種。分布於中西太平洋區的菲律賓、東大西洋及西印度洋海域，屬深海魚類，棲息深度600至1500公尺，體長可達14公分。